# Kabinett Stoltenberg I (Schleswig-Holstein)
Das Kabinett Stoltenberg I bildete vom 24. Mai 1971 bis zum 26. Mai 1975 die Landesregierung von Schleswig-Holstein.
| Amt                                    | Name                                                  | Partei | Partei    |
| -------------------------------------- | ----------------------------------------------------- | ------ | --------- |
| Ministerpräsident                      | Gerhard Stoltenberg                                   |        | CDU       |
| Stellvertreter des Ministerpräsidenten | Ernst Engelbrecht-Greve                               |        | CDU       |
| Inneres                                | Rudolf Titzck                                         |        | CDU       |
| Finanzen                               | Hans-Hellmuth Qualen bis 15. Mai 1973 Gerd Lausen     |        | parteilos |
| Finanzen                               | Hans-Hellmuth Qualen bis 15. Mai 1973 Gerd Lausen     | CDU    |           |
| Wirtschaft und Verkehr                 | Karl-Heinz Narjes bis 29. Januar 1973 Jürgen Westphal |        | CDU       |
| Kultus                                 | Walter Braun                                          |        | CDU       |
| Ernährung, Landwirtschaft und Forsten  | Ernst Engelbrecht-Greve                               |        | CDU       |
| Justiz                                 | Henning Schwarz                                       |        | CDU       |
| Soziales                               | Karl Eduard Claussen                                  |        | CDU       |